# Ohod Club
Ohod Club (em árabe : نادي أحد ) é um clube profissional de futebol da Arábia Saudita, com sede em Medina, que disputa a Saudi Professional League, a primeira divisão do futebol saudita.
Durante a Copa do Mundo de 1994, dois jogadores de Ohod foram selecionados para a seleção da Arábia Saudita e para a seleção de Camarões, respectivamente, Hamzah Idris e Thomas Libiih. 

## Títulos
- Copa Príncipe Faisal bin Fahd: 3 (1980–81, 1983–84 e 2003–04)
- Campeonato Saudita da Segunda Divisão: 1 (1994–95)